# Тельма Саткліфф
Тельма Саткліфф (англ. Thelma Sutcliffe, до шлюбу Ліеше, англ. Liesche; 1 жовтня 1906 — 17 січня 2022) — американська супердовгожителька, вік якої підтверджений Групою геронтологічних досліджень (GRG). Була останньою в США живою людиною 1906 року народження. Після смерті Гестер Форд 17 квітня 2021 року стала найстарішою живою людиною в США. Її вік складав 115 років і 108 днів.

## Життєпис
Тельма Ліеше народилася 1 жовтня 1906 року в Омасі, Небраска. Її батьками були Август і Мод (до шлюбу Адамс) Ліеше.
3 вересня 1924 року, у 17 років, одружилася з Біллом Саткліффом у Консіл-Блафс, штат Айова. У них не було дітей. На початку 1970-х років Тельма овдовіла.
У 2011 році старша сестра Тельми, Марія Келсо, померла у віці 106 років.
Саткліфф за своє життя двічі пережила рак грудей. На момент свого 110-річчя у 2016 році Тельма Саткліфф жила в квартирі в Омасі, штат Небраска. За повідомленнями, вона щоранку займалася спортом, сама прала та грала в бридж кілька разів на тиждень. На питання про секрет свого довголіття вона відповіла, що їй просто пощастило.

## Рекорди довголіття
На момент свого 110-річчя в 2016 році Тельма Саткліфф була найстарішою людиною, яка нині живе в Небрасці.
14 квітня 2020 року Саткліфф стала рекордсменкою за тривалістю життя в Небрасці, перевершивши попередній рекорд в 113 років 195 днів, встановлений Гелен Стеттер. Крім того, 24 серпня 2020 року, досягнувши віку 113 років 328 днів, Саткліфф стала найстарішою людиною, що коли-небудь народилася в Небрасці, перевершивши вік Клари Хун.
Після смерті Бьюлі Мілош 27 жовтня 2020 вона стала останньою верифікованою американкою, яка народилася в 1906 році. Після смерті Міни Китагава 19 грудня 2020 року Саткліфф увійшла в десятку найстаріших верифікованих людей у світі.
Після смерті Гестер Форд 17 квітня 2021 року Тельма Саткліфф стала найстарішою живою людиною в США.
Сестра Тельми Саткліфф, Марі Келсо (12 червня 1904 — 8 березня 2011), дожила до 106 років 269 днів. Із загальним віком 222 років 12 днів сестри є однією з найстаріших пар братів і сестер, коли-небудь зареєстрованих.